# Міхай Раковіце
Міхай Раковіце (помер †1744) — румунський політик. Господар Молдови три окремих періоди (вересень 1703 — 23 лютого 1705, 31 липня 1707 — 28 жовтня 1709, 5 січня 1716 — жовтень 1726) і господарем Валахії два окремі періоди (між жовтнем 1730 і 2 жовтня 1731; з вересня 1741 і до своєї смерті).

## Правління
Правління Міхая Раковіце збіглося з приєднанням фанаріотів в дунайських князівствах — він вважав себе фанаріотом під час свого останнього правління в Молдові і свого правління в Валахії.
Обплутаний боргами, ввів непосильні податки. Це призвело до повстання, що охопило всю країну і, як наслідок, пала навіть столиця. Сам господар сховався в монастирі, який облягали повсталі селяни і містяни. Придушити повстання змогли лише татарські війська, заздалегідь викликані Міхаєм. Щоб розплатитися з татарами, господар віддав їм всю повсталу область на розграбування, а також поступився Буджацькій орді цинутом ал Хотерніченилор.